# Nobody Knows (Band)
Nobody Knows ist eine Folkband aus Stendal.

## Geschichte
Nobody Knows wurde am 25. Januar 2001 gegründet. Die Musiker kommen aus Stendal, Halle (Saale), Magdeburg und Tangermünde. Der Bandname ist dem Spiritual Nobody Knows the Trouble I’ve Seen entliehen.
Seit 2008 tourt die Band deutschlandweit auf Stadtfesten und Festivals und hat seit ihrer Gründung über 1.800 Auftritte absolviert. Seit ihrer Gründung produzierte die Formation jedes Jahr ein Album und ist bis 2020 auf ca. 60 Medien vertreten. 2008 stellte die Band erstmals ihr Programm „Lyrik im Anzug“ vor, das sich jährlich unterschiedlichen Dichtern widmet – so beispielsweise 2015 das Kurt-Tucholsky-Programm „Drei Minuten Gehör“. 2020 setzten Nobody Knows das Programm unter dem Titel „Tucholsky, die Frauen und die Liebe“ fort. 2014 wechselte die Band zum Label Prosodia und produzierte das Album „Kleinstadtrhapsodien“, das beim Deutschen Rock und Pop-Preis die Erstplatzierung in der Hauptkategorie „Beste Folk-Country-Band“ sowie drei weitere Preise bedingte. 2016 gewann die Band mit ihrem Album „Urbane Camouflage“ fünf Preise beim Deutschen Rock- und Pop-Preis, so unter anderem die ersten Preise in den Hauptkategorien „Deutscher Country & Folk Preis“ und „Publikumsliebling“. 2018 wurde die Band mit dem ersten Kulturpreis der Hansestadt Stendal ausgezeichnet. Seit 2019 tourt die Formation mit ihrem aktuellen Programm „Optische Enttäuschung“ und dem Nebentitel „Die unbedeutendste Band der Welt“. Die Produktionen von Nobody Knows erfuhren unter anderem auf Deutschlandradio Kultur, MDR Figaro, Radio SAW, MDR Jump aber auch ARD mediale Resonanz.

## Stil
Anfänglich widmeten sich Nobody Knows dem sogenannten Irish Folk. Ab 2007 flossen zunehmend weitere Einflüsse aus deutscher Folklore, Country-Musik, Polka, Ska und Weltmusik ein. Seit 2014 überschreibt die Formation ihre stilistische Ausrichtung als „postmoderne, bundesrepublikanische Folklore mit nordwesteuropäischer Note und ostokzidentaler Rhythmik“ sowie der „konzeptionellen Konzeptlosigkeit“ und mit dem Album „Kleinstadtrhapsodien“ der Verarbeitung alltäglicher Erfahrungen vor, auf und fernab der Bühne. Der größte Teil der Eigenkompositionen gehen dabei auf Frontmann Max Heckel zurück. Jochen Arlt, Juror „Preis der deutschen Schallplattenkritik“ urteilt: „Verneigung vor den innovativen wie zeitgemäßen Kleinstadtrhapsodien. Obgleich gelegentlich in klassischem Humus wurzelnd präsentiert Nobody Knows eine beispielgebende rhapsodische Pogo-Folk-Crossover-Melange. Mir gefallen sehr diese durchweg jugendlich unbeschwerten Texte wie deren Interpretationen als auch musikalischen Arrangements“, indes Peter Sailer, Redakteur des Sonic Seducer: „Vielmehr wird bewusst die dogmatisierende Reinheit des deutschen Kulturgutes mit chaotischer Berechnung gebrochen und dem sabbernd schunkelnden Musikantenstadlzombie mit fetzigen irischen Jigs oder Reels der Seitenscheitel vom Schädel gepustet. Jegliches Gleichschrittmarschieren wird mit witzigen wie gewitzten Ideen aus dem Rhythmus katapultiert, hier und da huscht einmal Vivaldi durch die Interpretationen, schleicht sich ein Spiritual ein oder es springt ein Gypsy-Klassiker durch die Notenlinien. Bei all der ausgelassenen Laune bleibt jedoch ausreichend Luft für romantische Momente, balladeske Schwere oder tiefsinnige Nachdenklichkeit.“

## Diskografie

### Alben
- The Dancing Tree (2003, ohne Label)
- Meet the Irish (2004, ohne Label)
- Neue Wege (2006, ohne Label)
- Im Anzug (2007, ohne Label)
- Freistunde (2008, sena-music), Buch
- We Folk You (2008, sena-music)
- FolKing Around (2012, sena-music)
- Lyrik im Anzug (2012, sena-music)
- Wenn Worte leuchten (2012, Rainsong Records)
- Morgen, Kinder, und übermorgen auch (2013, Rainsong Records)
- Kleinstadtrhapsodien (2014, Prosodia)
- Drei Minuten Gehör (2015, Prosodia)
- Urbane Camouflage (2016, Prosodia)
- Folkslieder (2017, Prosodia)
- Ja, sehr gern! Gemachte Erinnerungen. (2019, Prosodia)
- Struwwelpeterlieder (1. Mai 2023, Prosodia)

### Singles
- Tanz! (2010, sena-music)
- François – A Musical Story of Violence (2010, sena-music), DVD
- Mein hertz, mein mut und all mein synn (2011, sena-music)
- Oktoberregen (2013, Rainsong Records)
- Po (2014, Prosodia)
- Bürgerlied (2016, Prosodia)
- Nummer zwei (2017, Prosodia)
- Der Mond ist aufgegangen (2017, Prosodia)
- Der Frosch (2019, Prosodia)
- Triptychon (2020, Prosodia)

### Live-DVDs
- FolKing Around (2012, sena-music)
- Ja, sehr gern! Gemachte Erinnerungen. (2019, Prosodia)

### Notenausgaben
- Kleinstadtrhapsodien und andere Lieder (2014, Prosodia)
- De musicis ex grege nobody knows. Ein Liederbuch und Ohrenzeugenbericht (2020, Prosodia)

### Sampler (Auswahl)
Nach 19 Jahren Bandgeschichte sind Nobody Knows 2020 auf über 40 Samplern und Co-Produktionen vertreten, so u. a.:
- Das 12. Jahr (2009, Landesmusikakademie Berlin)
- Mittelalter-Facetten I (2010, Zillo)
- Mittelalter-Facetten II (2010, Zillo)
- Aller Dinge drei (2011, Naseweis Tavernenmusik)
- Medieval – Mittelalter und Musik II (2011, Zillo)
- Celtic Folk Punk and More – European Bands (2012)
- Mummenschanz – Compilation Vol. 2 (2013)
- Liebe (2014, Rainsong Records)
- Mittelalter und Musik-CD 02/2014 (2014, Zillo Medieval)
- Mummenschanz Compilation Vol. 3 (Sampler, 2016)
- Compilation Mittelalter-Special-Ausgabe Vol. XIV, SONIC SEDUCER (Sampler, 2016)